# بانی‌بریج
بانی‌بریج (به انگلیسی: Bonnybridge) یک شهرک در اسکاتلند است که در فالکرک واقع شده‌است. بانی‌بریج ۶٬۸۷۰ نفر جمعیت دارد.